# 難波氏
難波氏（なにわし）は、一条家の諸大夫を務めた氏族。

## 概要
藤原豊成の末裔とされるが、室町時代の従五位下周防守・難波良国までの詳細は一切不明。良国と次代の従六位下右衛門大志・時常も名前と位官しか伝わっていない。時常の次代である常弘は応仁の乱中に南都で行われた維摩会に代官として参加している上、『宣胤卿記』文亀4年（1504年）6月18日条に死没の記事が見える。
また、土佐一条氏の下には文明15年（1483年）10月29日に殺害された難波備前守やそれを京に伝えた難波次郎左衛門がいる。